# Gin Tama
Gin Tama (jap. 銀魂, dt. „Silberseele“) ist ein Manga des japanischen Zeichners Hideaki Sorachi, der von 2003 bis 2019 in Japan veröffentlicht wurde. Das Werk wurde als Anime, Videospiel und Light Novel adaptiert und ist in die Genre Action, Abenteuer, Comedy und Science-Fiction einzuordnen.

## Inhalt
Am Ende der Edo-Periode im 19. Jahrhundert haben Außerirdische, die Amanto, in Japan die Macht ergriffen und das Tragen von Schwertern verboten. So kam es zum Niedergang der Samurai. Doch Gintoki Sakata (坂田 銀時) fühlt sich weiterhin den Idealen der Samurai verpflichtet und trägt ein (Holz-)Schwert. Weil er sein altes Leben nicht mehr fortsetzen kann bzw. will, beginnt er ein neues Leben als „jack of all trades“, wobei er für Geld fast alle Aufträge annimmt.
Auf seinen Reisen schließt sich ihm Shinpachi Shimura (志村 新八) an, ein Kellner, den Gintoki vor Amanto rettet. Auch die gefräßige Kagura (神楽), die von den Yakuza verfolgt wird, und von einem anderen Planeten stammt, stößt bald zu ihm.

## Veröffentlichung
Der Manga erschien in Japan von Dezember 2003 bis Juni 2019 in Einzelkapiteln, größtenteils im Manga-Magazin Weekly Shōnen Jump des Verlags Shūeisha. Von Dezember 2018 bis Februar 2019 erschienen die Kapitel im Jump Giga und anschließend in einer Gin Tama App. Die Kapitel wurden in insgesamt 77 Sammelbänden (Tankōbon) herausgebracht.
Das Werk erscheint unter anderem auf Englisch bei Viz Media und auf Französisch bei Kana. Eine deutsche Fassung erscheint seit Januar 2007 bei Tokyopop, bisher in 47 Bänden (Stand: Oktober 2024). Die Übersetzung stammt von Daniel Büchner.

## Anime-Adaptionen

### Gintama
Im Dezember 2005 erschien in Japan eine 33-minütige Original Video Animation zu Gintama, die von Sunrise unter der Regie von Akatsuki Yamatoya produziert wurde.
Sunrise produzierte 2006 eine Anime-Fernsehserie zum Manga, bei der zunächst Shinji Takamatsu Regie führte. Ab Folge 100 löste ihn Yōichi Fujita ab. Das Charakterdesign entwarf Shinji Takeuchi und die künstlerische Leitung übernahm Yuki Nomura. Die Serie wurde vom 4. April 2006 bis 25. März 2010 von TV Aichi und TV Tokyo in Japan ausgestrahlt und umfasst insgesamt 201 Folgen, die in vier etwa 50 Folgen lange seasons unterteilt wurden.
Am 2. September 2015 kündigte der deutsche Publisher KSM Anime an, die Serie von 2006 komplett auf Deutsch zu veröffentlichen. Die deutschsprachige Erstausstrahlung lief am 13. August 2018 auf ProSieben Maxx. Der Sender strahlte die ersten 49 Folgen aus.
Der Anime wurde auch in Italien, Spanien und den Philippinen im Fernsehen ausgestrahlt und ins Englische übersetzt. Außerdem bietet die Seite Crunchyroll seit Januar 2009 Streams der Serie an.

### Gintama’
Vom 4. April 2011 bis 26. März 2012 wurde eine neue Staffel mit 51 Folgen der Serie, produziert vom gleichen Team, mit einem nachgestellten Apostroph im Logo Gintama’ (銀魂’) von den Sendern der TV-Tokyo-Sendergruppe ausgestrahlt. Am 4. Oktober 2012 folgte eine Verlängerung der Staffel mit dem Namen Gintama’ Enchōsen (銀魂’延長戦), wobei die Folgen 5 und aufwärts erst ab dem 10. Januar 2013 gezeigt wurden. Die letzte Episode dieser Staffel wurde am 28. März 2013 ausgestrahlt.

### Gintama°
Die dritte Staffel namens Gintama° (銀魂゜) wurde von Bandai Namco Pictures unter der Regie von Chizuru Miyawaki animiert. Die 51 Folgen liefen vom 8. April 2015 bis 30. März 2016, die insgesamt den Folgen 266 bis 316 entsprechen. Die Folgen 300 bis 307 werden dabei als „Kapitel: Shōgun-Attentat“ (将軍暗殺篇 Shōgun Ansatsu-hen) bezeichnet und die Folgen 308 bis 316 als „Kapitel: Auf Wiedersehen Shinsengumi“ (さらば真選組篇 Saraba Shinsengumi-hen).
Die erste Folge einer zweiteiligen OVA namens Aizome Kaori-hen (愛染香篇) erschien am 4. August 2016.

### Gintama.
Die vierte Staffel Gintama. (銀魂.) ist in bisher drei Kapitel zu je 12 Folgen unterteilt: Rakuyō Kessen-hen (烙陽決戦篇) lief vom 9. Januar bis 27. März 2017 mit den Folgen 317 bis 328, Porori-hen (ポロリ篇) vom 2. Oktober bis 25. Dezember 2017 mit den Folgen 329 bis 341, sowie Shirogane no Tamashii-hen (銀ノ魂篇) vom 8. Januar bis 7. Oktober 2018 mit den Folgen 342 bis 367.

### Kintama
Vom 4. bis 25. Oktober 2012 lief eine vierteilige Mini-Serie namens Kintama (金魂, „Goldseele“).

### Kinofilme
Am 24. April 2010 kam der Film Gekijōban Gintama: Shin’yaku Benizakura Hen (劇場版 銀魂 新訳紅桜篇) in die japanischen Kinos. Der 2. Film, Gekijōban Gintama: Kanketsu-hen: Yorozuya yo Eien Nare (劇場版 銀魂 完結篇 万事屋よ永遠なれ), ist im Sommer 2013 in die japanischen Kinos erschienen. Am 8. Januar 2021 startete der 3. Film Gintama: The Final (銀魂 THE FINAL).
Ein vierter Film mit dem Titel Shin Gekijō-ban Gintama Yoshiwara dai Enjō (新劇場版 銀魂 -吉原大炎上-), der die Geschichte der Episoden 139–146 neu erzählt, wurde im August 2025 angekündigt und soll 2026 veröffentlicht werden.
Auf Deutsch wurden die ersten beiden Filme bei KSM Anime veröffentlicht. Der Erscheinungstermin des ersten Films war im Oktober 2016, der zweite Film ist im Januar 2017 erschienen. Im deutschen Free-TV wurden die Filme am 16. und 23. Februar 2018 auf ProSieben Maxx gezeigt.
Eine Realverfilmung mit Shun Oguri in der Hauptrolle kam am 14. Juli 2017 in die japanischen Kinos. 2018 folgte ein zweiter Realfilm.

### 3-nen Z-gumi Ginpachi-sensei
Im März 2023 wurde eine Anime-Umsetzung der Light-Novel 3-nen Z-gumi Ginpachi-sensei angekündigt, die von Bandai Namco Pictures produziert wird. Die Serie soll im Oktober 2025 im japanischen Fernsehen starten.

### Synchronisation
| Rolle             | Japanischer Sprecher (Seiyū) | Deutscher Sprecher |
| ----------------- | ---------------------------- | ------------------ |
| Gintoki Sakata    | Tomokazu Sugita              | Jacob Weigert      |
| Shinpachi Shimura | Daisuke Sakaguchi            | Tobias Diakow      |
| Kagura            | Rie Kugimiya                 | Kaya Marie Möller  |
| Kotarō Katsura    | Akira Ishida                 | Mark Seidenberg    |
| Tae Shimura       | Yukino Satsuki               | Arlette Stanschus  |
| Isao Kondō        | Susumu Chiba                 | Nicolas König      |
| Tōshirō Hijikata  | Kazuya Nakai                 | Achim Buch         |
| Sōgo Okita        | Kenichi Suzumura             | Asad Schwarz       |
| Terada Ayano      | Kujira                       | Katja Brügger      |
| Sadaharu          | Mikako Takahashi             | Josephine Schmidt  |
| Sagaru Yamazaki   | Tetsuharu Oota               | Timo Kinzel        |
| Taizō Hasegawa    | Fumihiko Tachiki             | Christian Rudolf   |

### Musik
| Die Vorspanntitel der Serie sind: - Pray von Tommy Heavenly6 (1–24) - Tōi Nioi (遠い匂い) von Yo-King (25–49) - Gin-iro no Sora (銀色の空) von redballoon (50–75) - Kasanaru Kage (かさなる影) von Hearts Grow (76–99) - Donten (曇天) von DOES (100–125) - Anata Magic (アナタMAGIC) von Monobright (126–150) - Stairway Generation von Base Ball Bear (151–176) - Light Infection von Prague (177–201) - Tōgenkyō Alien (桃源郷エイリアン) von serial TV drama (202–227) - Dilemma (ジレンマ) von Ecosystem (228–240) - Wonderland (ワンダーランド) von FLiP (241–252) - Let’s Go Out von Amoyamo (253–256) - Sakura Mitsu Tsuki (サクラミツツキ) von Spyair (257–265) - Day×Day (DAY×DAY) von Blue Encount (266–277) - Pride Kakumei (プライド革命) von CHiCO with HoneyWorks (278–291) - Beautiful Days von Okamoto'S (292–303) - KNOW KNOW KNOW von DOES (304–316) - Kagerou (カゲロウ) von ЯeaL (317–328) - VS von BLUE ENCOUNT (329–341) - Katte ni my Soul (勝手にMY SOUL) von DISH// (342–353) - I wanna be... von Spyair (354–367) | Für die Abspanne verwendete man folgende Titel: - Fūsen Gamu (風船ガム) von Captain Straydum (1–13) - MR.RAINDROP von amplified (14–24) - Yuki no Tsubasa (雪のツバサ) von redballoon (25–37) - Candy Line (キャンディ・ライン) von Hitomi Takahashi (38–49) - Shura (修羅) von DOES (50–62) - Kiseki (奇跡) von Snowkel (63–75) - SIGNAL von kelun (76–87) - Speed of Flow von The Rodeo Carburettor (88–99) - Sanagi von Possibility (100–112) - This world is yours von Plingmin (113–125) - Ai, Ai, Ai (I、愛、会い) von Ghostnote (126–138) - Kagayaita (輝いた) von Shigi (139–150) - Asa Answer (朝ANSWER) von pengin (151–163) - Wo Ai Ni (ウォーアイニー) von Beat Crusaders (164–176) - Wonderful Days (ワンダフルデイズ) von One Draft (177–189) - Sayonara no Sora (サヨナラの空) von Qwai (190–201) - Samurai Heart (Some Like It Hot!!) (サムライハート(Some Like It Hot!!)) von Spyair (202–214) - Balance Doll (バランスドール) von Prague (215–227) - Anagura (アナグラ) von Kuroneko Chelsea (228–240) - Nakama (仲間) von Good Coming (241–252) - Moonwalk (ムーンウォーク) von Monobright (253–256) - Expect (エクスペクト) von Page (257–265) - Distiny (DISTINY) von Negoto (266–277) - Saigo made II (最後までⅡ) von Aqua Timez (278–291) - Glourious Days (グロリアスデイズ) von Three Lights Down Kings (292–303) - Atchi muite (あっちむいて) von Swimy (304–316) - SILVER von RIZE (317–328) - Hankou Seimei (反抗声明) von Ayumikurikamaki (329–341) - Hanaichi monme (花一匁) von Burnout Syndromes (342–353) - Hikari Shomei Ron (ヒカリ証明論) von CHiCO with HoneyWorks (354–367) |

## Videospiele
In Japan erschienen 2007 für die PlayStation 2 Gintama Gin-san to Issho! Boku no Kabuki-cho Nikki (銀魂 銀さんと一緒!ボクのかぶき町日記), für die Wii Gintama Yorozuya Chūbu Tsukkomaburu Dōga (銀魂 万事屋ちゅ〜ぶ ツッコマブル動画) und für Nintendo DS Gintama Gintama Kuesuto Gin-san ga Tenshoku-shitari Sekai o Sukuttari (銀魂 銀玉くえすと 銀さんが転職したり世界を救ったり). 2018 kam dann in Japan und in anderen Teilen Asiens Gintama Rumble (Gintama Ranbu/銀魂亂舞) für die PS4 raus, welche jeweils in einer japanischen, chinesischen und englischen Sprache rausgebracht worden ist. Gintama Rumble wurde nie außerhalb von Asien veröffentlicht.

## Light Novel
Eine Serie von Light Novels, die auf dem Manga Gin Tama basiert, erschien von Februar 2006 bis Juni 2018 im Magazin Jump Square unter dem Titel 3-nen Z-gumi Gimpachi-sensei und umfasst acht Bände.

## Erfolg und Rezeption
Die Sammelbände des Mangas erreichten in Japan mehrfach die Top-20 der meistverkauften Manga-Bände. So verkaufte sich der 28. Band über 400.000-mal in Japan.
Laut Irene Salzmann von Splashcomics erinnere der Manga stark an Rurouni Kenshin, jedoch werde bei Gin Tama die Meiji-Zeit in eine Science-Fiction-Umgebung versetzt und so auch parodiert. Die Handlung biete aber keine Weiterentwicklung der Charaktere und hintergründige Geschichten, sondern eher Action und Klamauk. Die Reihe sei eher Jungen als Mädchen zu empfehlen (Shōnen). Die Zeichnungen seien „detailreich und dynamisch“ und manchmal werde vom Super-Deformed-Stil Gebrauch gemacht.